# Великий кантоський землетрус
Великий кантоський землетрус (яп. 関東地震, かんとうじしん, канто дзісін; яп. 関東大震災, かんとうだいしんさい, канто даісінсай) — сильний землетрус у 7,9 балів, що стався 1 вересня 1923 року, о 11:58:32 за японським часом, на півдні регіону Канто в Східній Японії. Тривав від 4 до 10 хвилин. Епіцентр землетрусу знаходився біля острова Ідзу-Осіма в Саґамській затоці. Шкода, завдана землетрусом мешканцям Японії, вважається найбільшою в історії країни.

## Масштаби
Великий кантоський землетрус стався 1 вересня 1923 року на півночі Саґамської затоки, за координатами 35°2′ північної широти і 139°3′ східної довготи. Це був дуже сильний землетрус у 7,9 балів за шкалою Ріхтера. Він супроводжувався вибухами газових труб і короткими замиканнями в електромережі. Оскільки землетрус стався у обідній час, то спричинив одночасні пожежі у 134 точках, які остаточно вдалося погасити лише 3 вересня, о 2 годині дня. Через пожежі температура в Токіо протягом 1–3 вересня сягнула 46 °C. Мешканці міста відчували 936 афтершоків аж до 6 години вечора 5 вересня. Прибережні райони постраждали від цунамі. В результаті землетрусу головні японські міста Токіо та Йокогама були зруйновані. Шкоди зазнали мешканці 7 префектур: Ібаракі, Сайтами, Тіби, Токіо, Канаґави, Сідзуоки й Яманасі.
За підрахунками Токійської мерії 1926 року під час землетрусу постраждало близько 3,4 мільйонів осіб — 29% населення зазначених префектур. З них особливих втрат зазнали 93% мешканців Йокогами і 75% мешканців Токіо. Від руйнувань, пожеж і цунамі загинуло 91 344 особи, пропало безвісти 13 275 осіб, важких поранень зазнали 16 514 особи, легких поранень — 35 560 осіб. Згоріло 381 090 приватних будинків. 83 819 будівель були повністю зруйновані, а 91 232 — напівзруйновані. Загальна кількість тогочасних втрат обраховувалася в 5,5 мільярдів єн, при тому, що державний бюджет Японії на 1922 рік становив лише 1,47 мільярдів єн.

## Рятувальні роботи

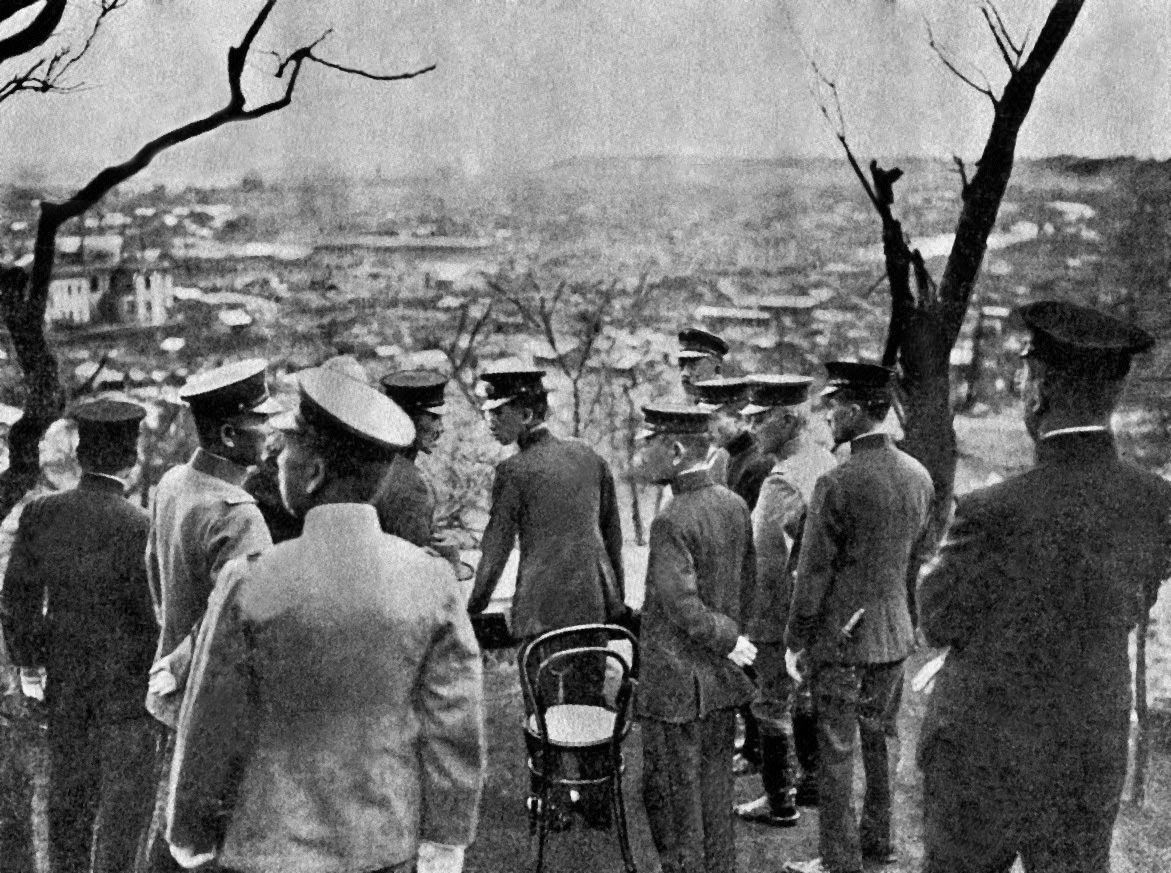
Принц-регент Хірохіто оглядає зруйновану Йокогаму.

Наступного дня після Великого кантоського землетрусу було утворено другий кабінет Ямамото Ґомбея. Він ввів у в околицях Токіо воєнний стан, оголосив надзвичайну мобілізацію і, разом із міністром внутрішніх справ Ґото Сімпеєм, міністром фінансів Іноуе Дзюнносуке та міністром зв'язку Інукаї Цуйосі, розпочав рятувальні роботи. Перші заходи стосувалися стабілізації економічного життя. 7 вересня уряд встановив 30-денний мораторій на сплату боргів та процентів по позиках, а також видав указ, що забороняв високі відсоткові ставки в банках і лихварських конторах. 11 вересня Імператорським рескриптом було скасовано податок на імпорт рису, а 12 вересня — податок на товари першої необхідності, будівельні матеріали та прилади. 22 вересня в країні встановили систему тимчасової гуманітарної допомоги та ввели особливу системи розрахунків за торговельні операції.
27 вересня уряд розпочав видавати постраждалим гроші й векселя через Національний банк Японії для відбудови осель. Початково загальна сума векселів становила 10 мільйонів єн, однак на 1924 рік перевищила 43 мільйони. Це стало причиною знецінення японської валюти й інфляції, які призвели до неспроможності населення повернути державі борги. В результаті 1927 року країну вразила фінансова криза. Уряд також намагався відродити комерційне життя столиці за рахунок іноземного капіталу, чим, однак, викликав різке зростання державного боргу.
З іншого боку, 12 вересня, для забезпечення громадського спокою, був виданий Імператорський указ про відродження Імперської столиці. Через сім днів утворилася Реставраційна рада, яка розробила план відновлення Токіо та Йокогами. Його остаточно прийняли 24 грудня року.

## Заворушення
О 3-й годині 1 вересня, невдовзі після землетрусу, в Токіо та Йокогамі поширилися чутки, що пожежі влаштували соціалісти та корейці. Цю дезінформацію поширювали деякі службовці поліції та молодші офіцери армії. У відповідь японське населення стало утворювати стихійні «загони самооборони». За сприяння поліції ці загони розпочали гонитву за представниками лівих сил та іноземцями. Згідно з вересневими підрахунками Міністерства внутрішніх справ, в ході погромів загинули 231 кореєць, 3 китайці та 59 японців. Корейські громадські організації, які проводили підрахунки жертв до кінця жовтня, стверджували, що втрати корейців становили 2613 осіб. Китайська ж місія в Токіо заявила про пропажу безвісти 160 китайських громадян.
З метою зупинити кровопролиття, 7 вересня кабінет Ямамото видав постанову про забезпечення правопорядку. На території Токіо, Канаґави, Сайтами і Тіби встановлювався воєнний стан, що тривав до 15 листопада. За цей час цивільна та армійська поліція зупинила етнічні чистки, однак сприяла ліквідації осередків соціалістичних та анархістських організацій. Ці акції не викликали осуду громадськості і сприяли зростанню престижу армії.

## Наслідки

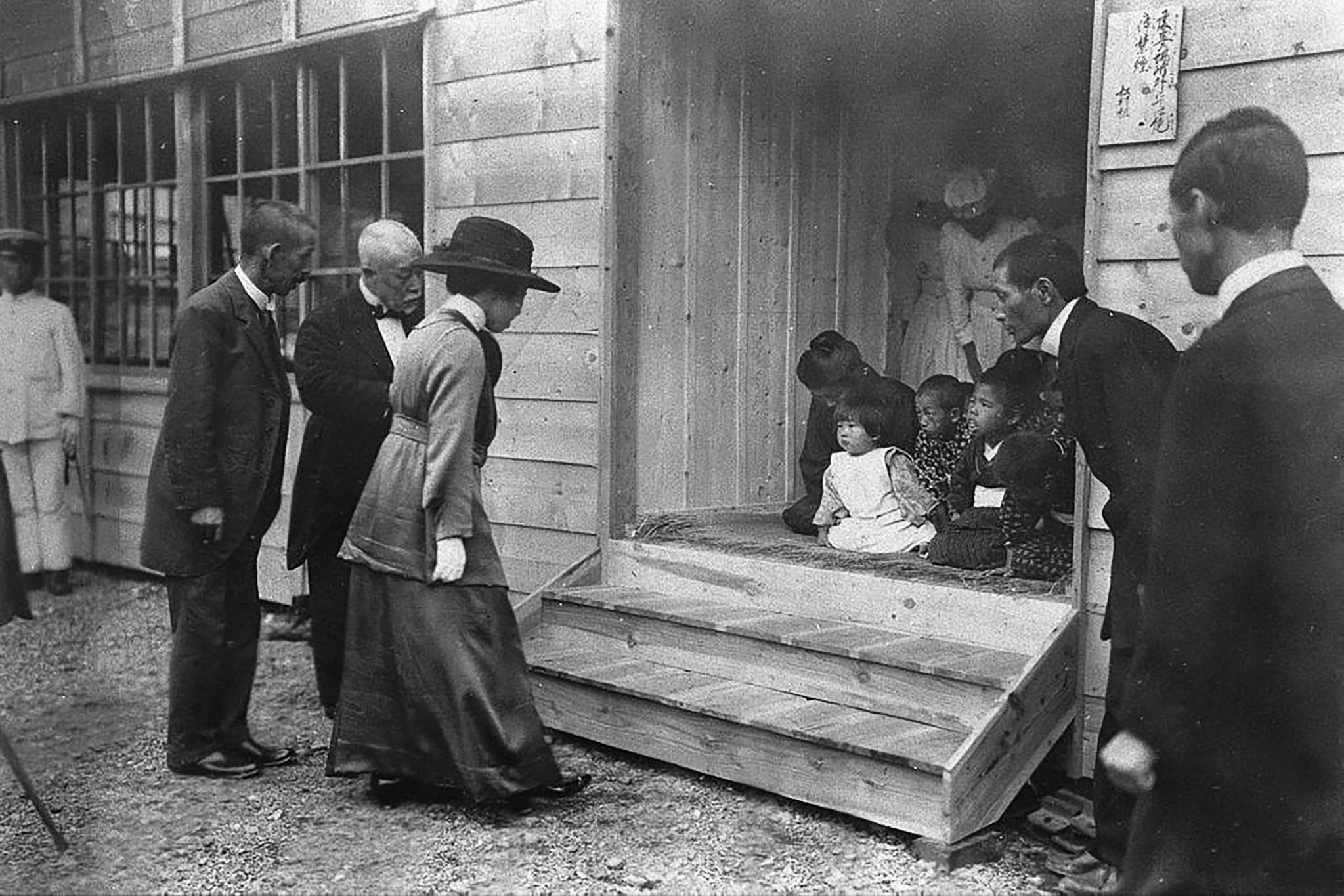
Імператриця Теймей відвідує постраждалих у шпиталі.

Великий кантоський землетрус стався в період економічної кризи в Японії. Вона супроводжувалася протистоянням різних політичних партій та поляризацією японського суспільства за ідеологіями, що було наслідком ліберального курсу «демократії Тайсьо». На міжнародній арені Японія втрачала авторитет через розростання анти-японських настроїв в Кореї та Китаї, та намагання Великої Британії та США обмежити японську присутність в Тихоокеанському регіоні. В таких умовах Великий кантоський землетрус був не лише простим природним катаклізмом, а важливим фактором, який обумовив майбутню політику Японії та її соціально-економічний розвиток.
Японська громадськість, включно з політиками, економістами та науковцями, сприймала землетрус як «небесну кару» за фривольне життя і загравання з західними суспільно-політичними цінностями. Серед японських інтелектуалів поширилися песимістичні настрої і відчуття майбутньої кризи. 10 листопада 1923 року Імператор Тайсьо закликав підданих облишити «розкоші, задоволення, балачки і пагубні звички» та почати відбудовувати «справжній і здоровий» національний дух. Під впливом монаршого маніфесту в японському суспільстві занепав інтерес до демократизації і зародилася відраза до носіїв західного ідеологічного мислення. Одночасно з цим посилилися ксенофобські настрої під впливом американського Імміграційного акту 1924 року, який обмежував імміграцію до США вихідців зі Східної Азії. Після запровадження в березні 1925 року законів про загальне виборче право та правопорядок курс «демократії Тайсьо» був згорнутий, а базові свободи та права громадян обмежені. Японія стала на шлях побудови корпоративного суспільства і розробки власної оригінальної системи цінностей.